# Печенга (губа)
Губа Печенга (Печенгская губа) - затока (фіорд) в Баренцовому морі. Знаходиться в Мурманській області, Росія при впадінні річки Печенга.
Довжина 17 км. Ширина 1-2 км. Глибина до 118 м.  Берег скелястий крутий. На березі розташовані населені пункти Печенга  і Ліїнахамарі. Вихід губи в море розташовується в 25 км від російсько-норвезького кордону. На виході з губи розташовано півострів Німецький.

## Ресурси Інтернету
- Губа Печенга